# Diaphanogryllacris basaliatrata
Diaphanogryllacris basaliatrata är en insektsart som först beskrevs av Griffini 1909.  Diaphanogryllacris basaliatrata ingår i släktet Diaphanogryllacris och familjen Gryllacrididae. Inga underarter finns listade i Catalogue of Life.